# Clássico do Equilíbrio
O Clássico do Equilíbrio é como ficou conhecido o confronto futebolístico entre os times do Goiás Esporte Clube e do Atlético Clube Goianiense, ambos de Goiás, Brasil.

## História
O Goiás representa a pequena burguesia comercial e industrial com ligações com o poder estadual, e o Atlético, o próspero bairro de Campinas.
Após 2006, ano da volta do Dragão a elite do estado, aconteceram 10 finais do campeonato goiano entre o Atlético Clube Goianiense e o Goiás Esporte Clube. O alviverde conquistou 4 títulos (2006, 2009, 2012 e 2013) e o rubro-negro 6 (2007, 2011, 2014, 2019, 2022 e 2023).
No século XXI, o Goiás conquistou 10 títulos estaduais, contra 9 do Atlético, restando apenas 5 títulos onde o vencedor não foi um dos dois. Neste período, o Dragão superou o Vila Nova, tornando assim o segundo maior campeão do Goianão.
Embora os clubes não fizessem entre si sua maior rivalidade (Vila Nova para o Goiás e Goiânia para o Atlético), a ascensão do Atlético no século XXI e a perda de espaço do Goiânia e mesmo do Vila Nova, fizeram que o Clássico do Equilíbrio fosse alçado ao posto de principal clássico do estado, pela mídia e torcida nacional.
A partir da década de 2010 os times se enfrentaram na Série A em 3 oportunidades (2010, 2020 e 2022). Também sagraram-se campeões nacionais neste período, com o Goiás faturando o seu segundo título da Série B em 2012 e o Atlético conquistando a edição de 2016, além de um confronto pela Copa do Brasil de 2022 (Dragão levando a melhor)
Os times também se habituaram a disputar competições continentais, com o Goiás disputando a Copa Sul-Americana 9 vezes (2004, 2005, 2007, 2009, 2010, 2014, 2015, 2020 e 2023), com destaque para a edição de 2010, quando se sagrou vice-campeão, além de uma participação na Copa Libertadores, em 2006. Já o Atlético disputou a Copa Sul-Americana 3 vezes (2012, 2021 e 2022), sendo semifinalista em 2022.
Por muitos anos o Clássico havia perdido sua relevância, já que os anos 90 foram muito difíceis para o Atlético. Embora o Dragão tivesse começado bem, conquistando a Série C de 1990, o time não ganhou nenhum estadual na década, em contra partida os anos 90 foram ótimos para o Alviverde que conquistou 7 vezes o estadual, seu melhor desempenho por década e o segundo melhor no geral, abaixo apenas do Goiânia dos anos 50 que conquistou 8 títulos. O Goiás também conquistou a Série B de 1999, consolidando-se como principal força do estado.
O começo dos anos 2000 também não foram fáceis para o Dragão que chegou a ser rebaixado estadual, enquanto o Goiás se consolidava como time da Primeira Divisão nacional. As coisas começam a mudar a partir de 2005 quando o Dragão conquista Segunda Divisão do estadual, garantindo que já em 2006 houvesse uma final de Goianão entre os times. Embora o Atlético tivesse acabado de voltar a primeira divisão estadual e o Goiás estivesse na Libertadores, os dois jogos foram equilibrados, tendo o Goiás ganhado apenas o segundo jogo pelo placar mínimo.O troco foi dado um ano depois em 2007, onde em nova final o vencedor da vez foi o Atlético, que quebrou um jejum de 19 anos sem o título.
Uma nova final foi disputada em 2009, um ano que se mostrou muito bom para os dois times, o Atlético terminou a Série B em quarto lugar retornando a primeira divisão que não disputava desde o módulo Amarelo em 1987; já o Goiás terminou o Série A em nono lugar, depois de dois anos seguidos terminando em 16º. No estadual deu Goiás depois de perder o primeiro jogo por 2x1 e ganhar a volta por 2x0.
Em 2010 os times se enfrentaram na semifinais do estadual e o Rubro-negro levou a melhor. O Atlético Goianiense empatou o
primeiro jogo com o Goiás em 0–0 e venceu o segundo por 4–2, partidas disputadas no estádio Serra Dourada, com o resultado o dragão foi para a final
do campeonato e se sagrou campeão contra a equipe do Santa Helena.
Uma nova final aconteceu em 2011, onde pela primeira vez em mais de 20 anos, o Goiás não era a principal força do Estado. O Atlético iria para seu segundo ano consecutivo na Série A, além de ter atingido as Semifinais da Copa do Brasil em 2010, já o Goiás voltava a Segunda Divisão, depois  de 10 anos consecutivos na elite. Embora teoricamente superior, o Atlético não teve vida fácil nas finais, ambas terminadas em 1x1, mas o Dragão tinha a melhor campanha e a vantagem de resultados iguais, sendo assim conquistou seu primeiro bicampeonato consecutivo.
Em 2012 o Atlético tinha a chance de conquistar seu tricampeonato consecutivo, mas foi o Goiás o vencedor. Assim como no ano anterior, as finais terminaram empatadas, mas desta vez era o Esmeraldino que possui-a vantagem, por ter terminado a classificação 1 ponto acima do Dragão, justamente por ter vencido por 1x0 o confronto direto, deixando o rubro-negro sem o aguardado tri.
Em 2013 outra final estadual, o Goiás foi superior durante todo o campeonato, mas não chegou a vencer o Atlético, foram 3 empates durante a competição, os dois nas finais renderam o título ao Esmeraldino que tinha a vantagem.
Em 2014 era o Goiás que buscava o tri. Em campanha quase perfeita no estadual chegou invicto nas finais contra o Atlético, foram 10 vitória e 4 empates, situação que daria o título em caso de resultados iguais. O primeiro jogo foi 0x0 e o segundo seguia assim até os 49 do segundo tempo, aonde o Dragão chega ao gol e ao título de forma surpreendente, quebrando a invencibilidade do Esmeraldino que havia perdido um pênalti, em um dos grandes jogos da história do Clássico.
Em 2017 houve mais uma semifinal entre os times. Desta vez dessa vez o verdão levou a melhor vencendo o dragão na primeira partida por 2x1 e empatando a segunda em 0x0, com partidas disputadas no estádio Serra Dourada, o esmeraldino foi pra final do Goianão contra seu arquirrival Vila Nova, sagrando-se tricampeão.
Uma nova final só foi disputada em 2019. O Goiás era até então o tetracampeão consecutivo e dono da melhor campanha para tentar o seu penta, mas nas finais o Atlético se mostrou muito superior, vencendo a primeira por 3x0 e a segunda por 1x0.
O Goiás teve a chance da revanche na final de 2022, onde novamente chegou a decisão contra o Atlético, com a melhor campanha, porém o Dragão mais uma vez mostrou força contra o rival ganhando as duas partidas: a primeira por 1x0 e a segunda por 3x1.
Também em 2022 os rivais tiveram a oportunidade de se enfrentar pela primeira vez na história pela Copa do Brasil, na fase de oitavas de final. Nesta ocasião o Atlético levou a melhor, vencendo por 3x0 no placar agregado.
Em 2023, decidiram novamente a final do estadual e pela primeira vez, nos pênaltis. O Atlético se sagrou campeão após vencer o primeiro jogo por 2x0 e perder a volta por 3x1, vencendo nos pênaltis por 5x4. A cobrança perdida pelo Goiás foi polêmica, com o VAR anulando o gol do Lateral Esquerdo Hugo, após o mesmo ter escorregado e batido a cobrança, a arbitragem interpretou como que o jogador deu dois toques na bola, o que é proibido na cobrança de pênalti.

## Estatísticas
| Estatísticas do Clássico    |                                                                                    |
| Número de jogos             | 314                                                                                |
| Vítórias do Goiás           | 122 (38,85%)                                                                       |
| Empates                     | 84 (26,75%)                                                                        |
| Vitórias do Atlético        | 108 (34,39%)                                                                       |
| Gols marcados pelo Goiás    | 415 (52,07%)                                                                       |
| Gols marcados pelo Atlético | 382 (47,93%)                                                                       |
| Maior goleada               | Atlético 6–0 Goiás - (Amistoso, 14 de março de 1954)                               |
| Maior público               | Atlético 1–1 Goiás - 48 761 (rodada dupla) - 4 de julho de 1976                    |
| Primeira Partida            | Atlético 5–2 Goiás - (Citadino de 1943, 8 de agosto de 1943)                       |
| Primeira Partida Oficial    | Atlético 5–2 Goiás - (Citadino de 1943, 8 de agosto de 1943)                       |
| Última Partida              | Goiás 0-0 Atlético - (Campeonato Goiano de Futebol de 2024, 21 de janeiro de 2024) |

## Confrontos em competições nacionais

### Campeonato Brasileiro
Série A
| Data       | Estádio         | Casa        | Visitante   | Placar | Gols (casa)                               | Gols (visitante)                  |
| ---------- | --------------- | ----------- | ----------- | ------ | ----------------------------------------- | --------------------------------- |
| 16/11/1986 | Serra Dourada   | Atlético-GO | Goiás       | 1–1    | Ticão 70'                                 | Nogueira 54'                      |
| 29/11/1986 | Serra Dourada   | Goiás       | Atlético-GO | 2–2    | Zezinho 44' 50'                           | Osmarzinho 9' William 40'         |
| 30/05/2010 | Serra Dourada   | Atlético-GO | Goiás       | 1–3    | Elias 13' (pen)                           | Romerito 26', 55' Bernardo 58'    |
| 22/09/2010 | Serra Dourada   | Goiás       | Atlético-GO | 1–3    | Amaral 26'                                | Elias 6', Gilson 49', Juninho 85' |
| 22/08/2020 | Serrinha        | Goiás       | Atlético-GO | 2–0    | Daniel Bessa 20', Victor Andrade 90+4'    |                                   |
| 07/12/2020 | Antônio Accioly | Atlético-GO | Goiás       | 0–1    |                                           | Rafael Moura 26'                  |
| 08/05/2022 | Antônio Accioly | Atlético-GO | Goiás       | 0–1    |                                           | Elvis 1'                          |
| 27/08/2022 | Serrinha        | Goiás       | Atlético-GO | 2–1    | William Klaus 11', Marquinhos Gabriel 54' | Shaylon 84'                       |

Série B
| Data       | Estádio         | Casa        | Visitante   | Placar | Gols (casa)                                        | Gols (visitante)                     |
| ---------- | --------------- | ----------- | ----------- | ------ | -------------------------------------------------- | ------------------------------------ |
| 09/07/2016 | Serra Dourada   | Goiás       | Atlético-GO | 2–2    | Rossi 54', Léo Lima 60' (pen)                      | Alison 14', 80'                      |
| 05/11/2016 | Serra Dourada   | Atlético-GO | Goiás       | 4–2    | Pedro Bambu 37', Luiz Fernando 73', 80', David 87' | Walter 26', Léo Gamalho 85'          |
| 02/06/2018 | Olímpico        | Atlético-GO | Goiás       | 1–3    | Júnior Brandão 5'                                  | Felipe Gedoz 16', Lucão 60', 90+1'   |
| 15/09/2018 | Olímpico        | Goiás       | Atlético-GO | 2–1    | Michael 32', Lucão 51'                             | João Paulo 60'                       |
| 31/05/2025 | Antônio Accioly | Atlético-GO | Goiás       | 1–2    | Alix Vinicius 10'                                  | Anselmo Ramon 30', Tadeu 45+7' (pen) |

### Copa do Brasil
| Data       | Estádio         | Casa        | Visitante   | Placar | Gols (casa) | Gols (visitante)                                            |
| ---------- | --------------- | ----------- | ----------- | ------ | ----------- | ----------------------------------------------------------- |
| 22/06/2022 | Antonio Accioly | Atlético-GO | Goiás       | 0–0    |             |                                                             |
| 13/07/2022 | Serrinha        | Goiás       | Atlético-GO | 0–3    |             | Jorginho 41', Wellington Rato 53', Marlon Freitas 65' (pen) |

## Confrontos decisivos
Finais:
Campeonato Goiano de 1972: Goiás Campeão
Atlético 0x1 Goiás
Goiás 1x0 Atlético
Campeonato Goiano de 2006: Goiás Campeão
Goiás 0x0 Atlético
Atlético 0x1 Goiás
Campeonato Goiano de 2007: Atlético Campeão
Goiás 2x2 Atlético
Atlético 2x1 Goiás
Campeonato Goiano de 2009: Goiás Campeão
Atlético 2x1 Goiás
Goiás 2x0 Atlético
Campeonato Goiano de 2011: Atlético Campeão
Goiás 1x1 Atlético
Atlético 1x1 Goiás
Campeonato Goiano de 2012: Goiás Campeão
Atlético 2x2 Goiás
Goiás 1x1 Atlético
Campeonato Goiano de 2013: Goiás Campeão
Atlético 0x0 Goiás
Goiás 2x2 Atlético
Campeonato Goiano de 2014: Atlético Campeão
Atlético 0x0 Goiás
Goiás 0x1 Atlético
Campeonato Goiano de 2019: Atlético Campeão
Atlético 3x0 Goiás
Goiás 0x1 Atlético
Campeonato Goiano de 2022: Atlético Campeão
Atlético 1x0 Goiás
Goiás 1x3 Atlético
Campeonato Goiano de 2023: Atlético Campeão
Atlético 2x0 Goiás
Goiás 3x1 Atlético (4 x 5 pênaltis)
Outras decisões:
Ainda houve 6 edições que tiveram Goiás ou Atlético como campeão e vice, mas sem a realização de finais, são elas:
Campeonato Goiano de 1986, 1987, 1991 e 1996: Goiás Campeão
Campeonato Goiano de 1985 e 1988: Atlético Campeão
Nesses campeonatos o único onde ocorreu um confronto direto onde o vencedor sairia campeão foi o Goiano de 1986, onde na última rodada o Goiás com 13 pontos venceu o Atlético com 12, pelo placar de 2x1.

## Títulos
Quadro comparativo
| Competições Nacionais          | Goiás | Atlético Goianiense |
| ------------------------------ | ----- | ------------------- |
| Brasileirão - Série B          | 2     | 1                   |
| Brasileirão - Série C          | 0     | 2                   |
| Torneio de Integração Nacional | 0     | 1                   |
| Competições Regionais          | Goiás | Atlético Goianiense |
| Copa Centro-Oeste              | 3     | 0                   |
| Copa Verde                     | 1     | 0                   |
| Competições Estaduais          | Goiás | Atlético Goianiense |
| Campeonato Goiano              | 28    | 18                  |
| Campeonato Goiano - 2ª Divisão | 0     | 1                   |
| Copa Goiás                     | 0     | 2                   |
| Copa Leonino Caiado de Futebol | 5     | 0                   |
| Torneio Início                 | 7     | 5                   |
| Competições Municipais         | Goiás | Atlético Goianiense |
| Taça Cidade de Goiânia         | 0     | 1                   |
| Citadino de Goiânia            | 0     | 1                   |
| Citadino de Goiânia            | 0     | 1                   |
| Total                          | 45    | 32                  |